# صدام بن عزیزه
صدام بن عزیزه (عربی: صدام بن عزيزة؛ زادهٔ ۸ فوریهٔ ۱۹۹۱) بازیکن فوتبال اهل تونس است.
وی همچنین در تیم ملی فوتبال تونس بازی کرده‌است.